# Balleray
Balleray est une ancienne commune française située dans le département de la Nièvre, en région Bourgogne-Franche-Comté.

## Géographie
Balleray est situé à 17 km au nord-est de Nevers, son chef-lieu d’arrondissement. Les agglomérations les plus proches sont Ourouër (3 km), Saint-Martin-d'Heuille (6 km) et Guérigny (7 km). Les routes départementales D107 et D148 s’y croisent.
Les communes limitrophes sont : Poiseux, Nolay, Ourouër, Saint-Martin-d'Heuille, Urzy et Guérigny.
Le point le plus haut de la commune culmine à 375 mètres d'altitude. Le point le plus bas est à 208 mètres.
Le sous-sol est essentiellement composé de roches calcaires, marnes et gypses.

### Villages, hameaux, lieux-dits, écarts
- Arriaux, Arriaux (maison forestière d’), Baugy, Carrage-de-Lupy, Champaudon, Chat (le), Château-de-Lupy, Fontaines (les), Lupy (la ferme de), Petit-Arriaux (le), Pisserotte (la) et Sauvages[1].

## Toponymie
Le nom de la commune dériverait du nom d’homme gaulois Balaros associé au suffixe gallo-romain -acum

## Histoire
- La première mention connue du nom de la commune date de 1287 : Capella Ballere (registre de l’évêché de Nevers)[3].
- En 1893, le conseil municipal est dissous par décret en conseil des ministres[4].
- En 1905, dans le hameau d’Arriot, une croix en fer forgé et en pierre, dite croix de Saint-Hubert, est renversée par des inconnus[5].
- En 1906[6], le nombre d'habitants de Balleray, qui compte 98 maisons, s'élève à 236 individus. La commune compte un instituteur, un garde champêtre, un garde forestier, deux gardes particuliers et deux cantonniers. Il y a quatre commerçants : 3 aubergistes et 1 épicière. Les artisans sont plus nombreux : 5 meuniers, 4 maréchaux-ferrants, 3 maçons (dont un entrepreneur en maçonnerie), 2 charrons, 1 scieur de long, 1 vigneron, 1 couturière et 1 matelassier. La profession la plus représentée est celle de journalier agricole (17 individus), à égalité avec les domestiques (17, dont 16 domestiques de ferme), suivie par les fermiers (13), les propriétaires-exploitants (11) et les ouvriers agricoles (10). La commune compte également 2 ouvriers employés aux forges de Guérigny. Au total, on relève à Balleray 21 professions différentes. On n’y trouve, selon le recensement de 1906, ni curé ni notaire ni médecin ni sage-femme. Il n’y a aucun étranger dans la commune.

### Curés
- Vincent Graillot (1653), Nicolas-François Sauvageon (1686)[7].

## Politique et administration
| Période                                  | Période | Identité            | Étiquette      | Qualité  |
| ---------------------------------------- | ------- | ------------------- | -------------- | -------- |
| mars 2008                                | 2017    | Jean-Luc Conception | Sans étiquette | Retraité |
| Les données manquantes sont à compléter. |         |                     |                |          |

## Démographie
L'évolution du nombre d'habitants est connue à travers les recensements de la population effectués dans la commune depuis 1793. À partir du 1er janvier 2009, les populations légales des communes sont publiées annuellement dans le cadre d'un recensement qui repose désormais sur une collecte d'information annuelle, concernant successivement tous les territoires communaux au cours d'une période de cinq ans. 
Pour les communes de moins de 10 000 habitants, une enquête de recensement portant sur toute la population est réalisée tous les cinq ans, les populations légales des années intermédiaires étant quant à elles estimées par interpolation ou extrapolation. Pour la commune, le premier recensement exhaustif entrant dans le cadre du nouveau dispositif a été réalisé en 2008,.
En 2014, la commune comptait 218 habitants, en évolution de +7,39 % par rapport à 2009 (Nièvre : −3,01 %, France hors Mayotte : +2,49 %).
| 1793 | 1800 | 1806 | 1821 | 1831 | 1836 | 1841 | 1846 | 1851 |
| ---- | ---- | ---- | ---- | ---- | ---- | ---- | ---- | ---- |
| 365  | 327  | 389  | 393  | 387  | 445  | 418  | 426  | 416  |

| 1856 | 1861 | 1866 | 1872 | 1876 | 1881 | 1886 | 1891 | 1896 |
| ---- | ---- | ---- | ---- | ---- | ---- | ---- | ---- | ---- |
| 373  | 403  | 395  | 373  | 372  | 363  | 322  | 323  | 301  |

| 1901 | 1906 | 1911 | 1921 | 1926 | 1931 | 1936 | 1946 | 1954 |
| ---- | ---- | ---- | ---- | ---- | ---- | ---- | ---- | ---- |
| 251  | 239  | 229  | 189  | 205  | 193  | 163  | 146  | 148  |

| 1962 | 1968 | 1975 | 1982 | 1990 | 1999 | 2008 | 2013 | 2014 |
| ---- | ---- | ---- | ---- | ---- | ---- | ---- | ---- | ---- |
| 151  | 132  | 125  | 162  | 192  | 221  | 204  | 217  | 218  |

## Culture locale et patrimoine

### Lieux et monuments
- Église Saint-Blaise de Balleray :
  - Vierge, statue en faïence de Nevers ;
  - Christ enfant, 1692, statuette en faïence de Nevers, décor a compendario,  Classé MH (1909)[13].

### Personnalités liées à la commune
- Jean Locquin (1879-1949), historien d'art et homme politique, maire de la commune de 1908 à 1934, président du conseil général de 1924 à 1929, plusieurs fois député[14].

### Maquis Rolland
Au début juillet 1944, après avoir livré bataille aux allemands à la bataille de Donzy, les hommes du maquis Rolland se replient sur Nolay. Le secteur est très résistant puisque 4 maquis occupent le terrain. (dont Prunevaux, Courtois, Arriault, hameau de Balleray, …) Malheureusement, la délation aboutira à un massacre : Dans la nuit du 4 au 5 juillet, 2 parachutages destinés à Raymond Cloiseau (maquis Jean-Jaurès) et Pierre Corbier (maquis Melnick) se font dans la zone d'Arriault. Mais au matin du 5 juillet, les allemands s'approchent du village par une petite route non surveillée par les maquisards ; ils font monter une partie de la population dans un car et fusillent : Gaston Chicouard, Pierre Delin, André Colas, Henri Colas, jean-Baptiste Girard devant leur maison, avant d'incendier le hameau,,.
Une stèle commémorant les fusillés est érigée dans la commune. Une femme brûlée vive dans l'incendie du hameau n'y figure pas.